# Arundinaria gigantea
Arundinaria gigantea är en gräsart som först beskrevs av Thomas Walter, och fick sitt nu gällande namn av Henry Ernest Muhlenberg. Arundinaria gigantea ingår i släktet Arundinaria och familjen gräs.

## Underarter
Arten delas in i följande underarter:
- A. g. macrosperma
- A. g. tecta

## Bildgalleri

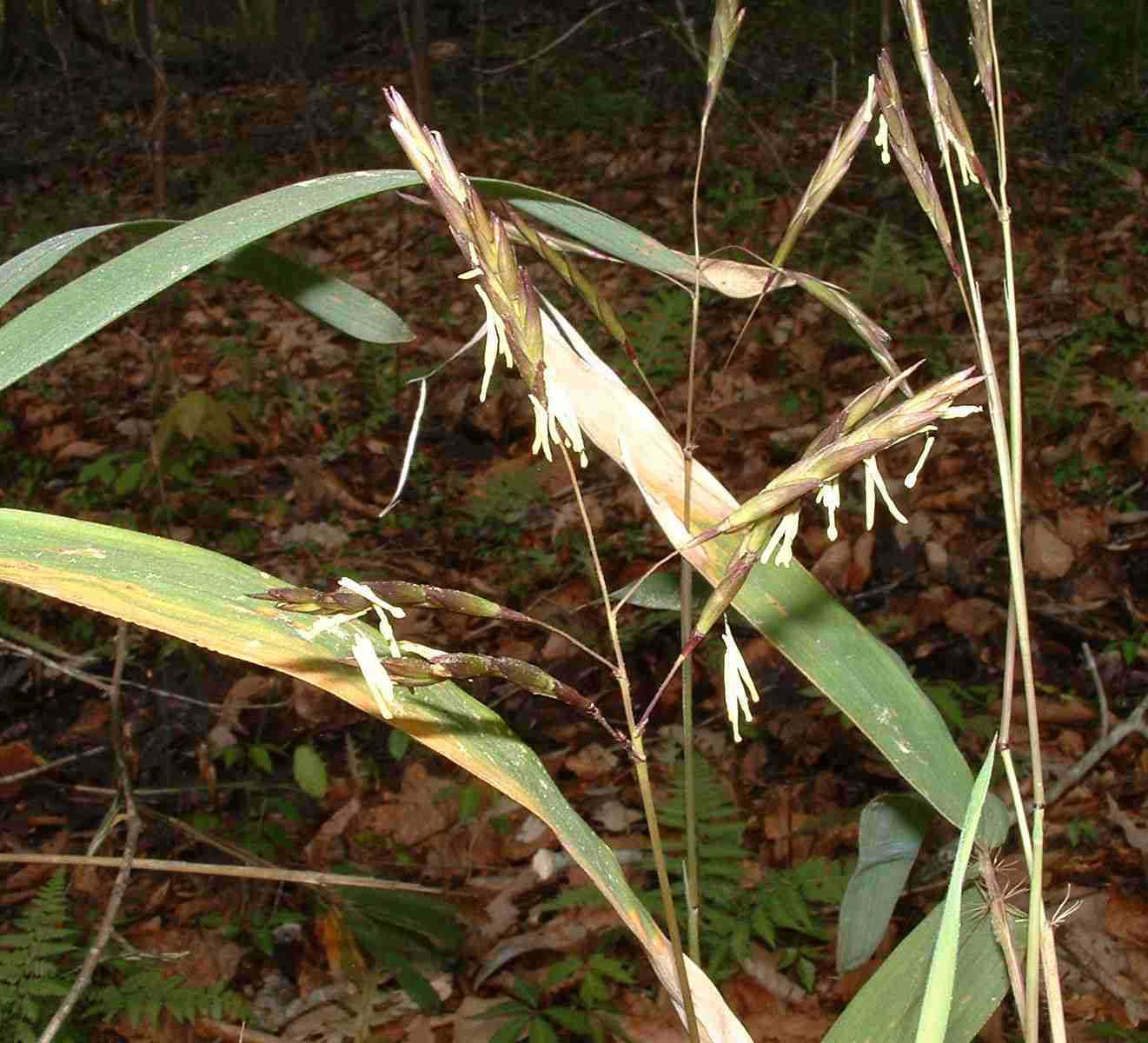